# Sahaya Thatheus Thomas
Sahaya Thatheus Thomas (* 6. November 1971 in Chinnavilai, Tamil Nadu) ist ein indischer römisch-katholischer Geistlicher und Bischof von Simla und Chandigarh.

## Leben
Sahaya Thatheus Thomas besuchte das Knabenseminar in Lucknow und studierte anschließend Philosophie und Theologie am Priesterseminar Holy Trinity in Jullundur. Am 13. Mai 2001 empfing er das Sakrament der Priesterweihe für das Bistum Simla und Chandigarh.
Nach der Priesterweihe war er bis 2004 in der Pfarrseelsorge tätig und anschließend bis 2009 Vizerektor des Knabenseminars in Kauli. Während dieser Zeit war er zudem Direktor der diözesanen Medienkommission und des Bibel-Informationszentrums. Von 2010 bis 2016 studierte er in Österreich biblische Theologie. An der Universität Wien erwarb er in diesem Fach das Lizenziat und wurde anschließend zum Dr. theol. promoviert. Von 2010 bis 2013 half er zudem in Schwechat und von 2013 bis 2016 in Retz in der Erzdiözese Wien in der Pfarrseelsorge aus. Nach weiteren Studien erwarb er an der Panjab University in Patiala einen Master in Journalistik und Massenkommunikation sowie einen Master in Menschenrechtsstudien am Indian Institute of Human Rights in Neu-Delhi. Von 2017 bis 2019 war er Pfarrer in Sangrur und seither Regens des Priesterseminars Holy Trinity in Jullundur.
Papst Franziskus ernannte ihn am 12. April 2025 zum Bischof von Simla und Chandigarh. Der Erzbischof von Delhi, Anil Couto, spendete ihm am 13. Mai desselben Jahres die Bischofsweihe. Mitkonsekratoren waren sein Amtsvorgänger Ignatius Loyola Mascarenhas und der Apostolische Administrator von Jalandhar, Agnelo Rufino Gracias.